# Тіт Секстій Африкан
Тит Секстій Африкан (лат. Titus Sextius Africanus, 16 — після 61) — державний діяч Римської імперії, консул-суффект 59 року.

## Життєпис
Походив з роду нобілів Секстіїв. Син Тита Секстія Африкана. Про молоді роки мало відомостей. Увійшов до колегії арвальських братів. У 50-х роках планував одружитися з Юнією Сіланою, проте цьому завадила Агріппіна Молодша.
У 59 році став консулом-суффектом разом з Марком Осторієм Скапулою. У 61 році за наказом імператора Нерона провів разом із Квінтом Волузієм Сатурніном й Марком Требеллієм Максимом перепис населення Галлії Тогата. 
З того часу про подальшу долю Тита Секстія Афрікана згадок немає.

## Родина
- Секстія, дружина Аппія Клавдія Пульхра
- ймовірний родич Тит Секстій Магій Латеран, консул 94 року